# Chapelle-Royale
Chapelle-Royale település Franciaországban, Eure-et-Loir megyében. Lakosainak száma 321 fő (2022. január 1.). Chapelle-Royale Unverre, La Bazoche-Gouet és Vald'Yerre községekkel határos.

## Népesség
A település népességének változása:
| Lakosok száma | 450  | 378  | 368  | 357  | 314  | 309  | 307  | 300  | 296  | 321  |
|               | 1968 | 1982 | 1990 | 2006 | 2013 | 2015 | 2017 | 2019 | 2020 | 2022 |